# Голубянка прекрасная
Голубянка прекрасная (Cyaniris bellis) — вид бабочек из семейства голубянки. Ранее таксон рассматривался подвидом Cyaniris semiargus.

## Этимология названия
bellus (с латинского) — прекрасный.

## Описание

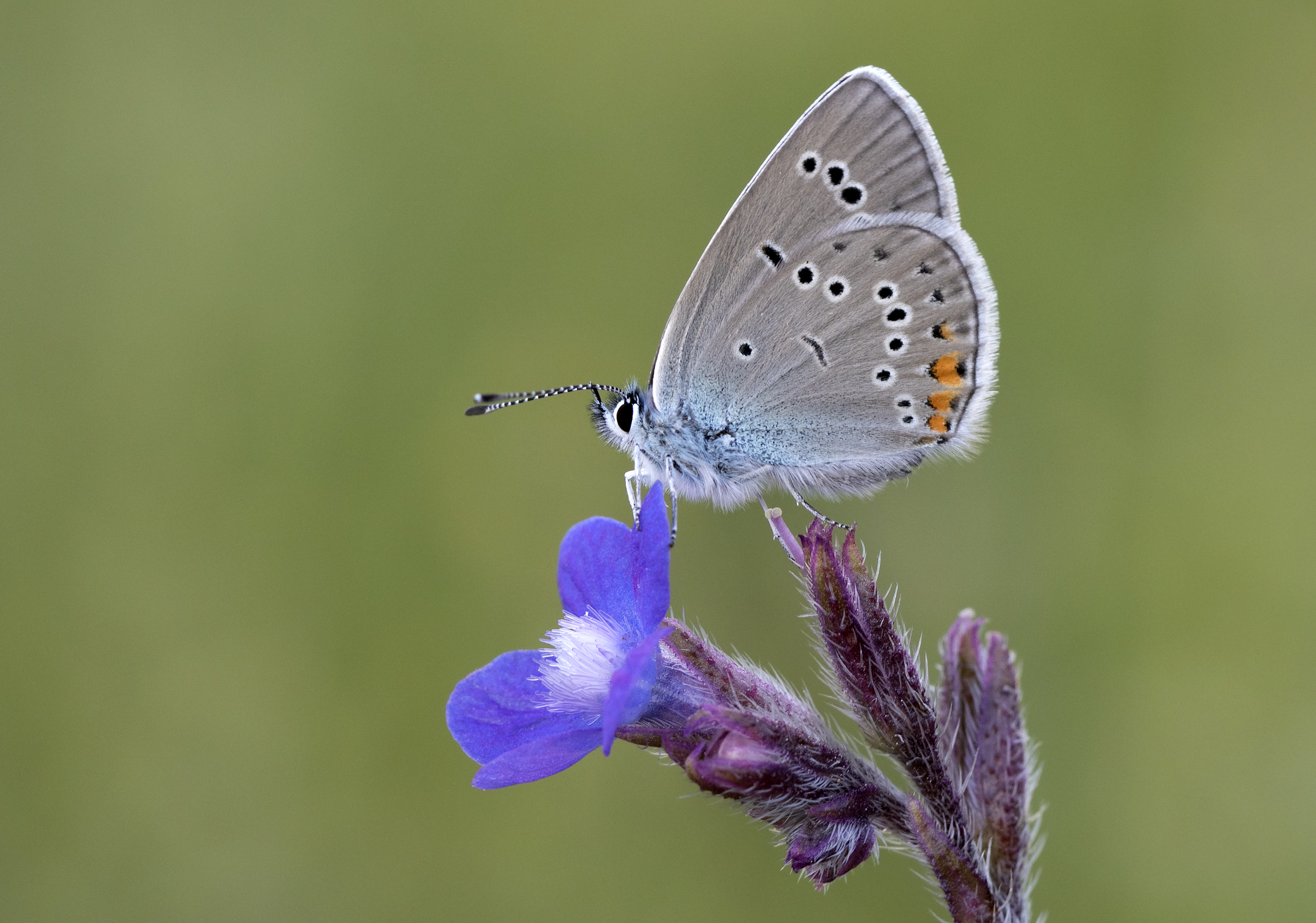
Нижняя сторона крыльев

Длина переднего крыла 13—17 мм. Размах крыльев 25—33 мм. Отличается от Cyaniris semiargus выраженным развитием синего блестящего опыления на нижней стороне заднего крыла, светлым фоном нижней стороны крыльев и наличием прикраевых чёрных точек и малого размера рыжих пятен на заднем крыле бабочек.

## Ареал
Турция, Кавказ, высокогорья Дагестана. Бабочки населяют луговые биотопы, берега ручьёв, опушки лесов, увлажнённые субальпийские луга, часто на границе с лесом. В горах до высоты 2400 метров над уровнем моря.

## Биология
За год развивается одно поколение. Время лёта длится с середины июня по начало августа. Бабочки питаются на цветках бобовых. Часто самцы образуют скопления на влажной почве по берегам луж и ручьёв. Самки откладывают яйца поштучно или небольшими группами на соцветия, внутрь соцветий или другие части кормовых растений гусениц. Кормовые растения гусениц: лядвенец, клевер, донник. В начале своего развития гусеницы питаются цветками и плодами, а после зимовки — листьями.